# Yellow Submarine
Yellow Submarine je (v britském pořadí) desáté studiové album skupiny Beatles, vydané počátkem roku 1969. Obsahuje soundtrack ze stejnojmenného filmu.

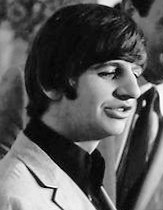
Bubeník Ringo Starr, který nazpíval titulní píseň

V diskografii Beatles se jedná o netypické a poněkud opomíjené (až obskurní) album, protože nabídlo pouze čtyři nové „standardní“ písně (plus dvě již dříve vydané) a celá druhá strana je tvořena instrumentální filmovou hudbou převážně z pera producenta George Martina. Zvláštností také je, že na první straně jsou hned dvě skladby George Harrisona. 
Samotní Beatles album vydali hlavně ze smluvní povinnosti a nepřikládali mu takový význam jako svým jiným deskám. Bylo ostatně nahrané dříve než jejich dvojalbum The Beatles, vyšlo však až po něm. Plánovalo se vydat ještě EP verzi obsahující jen čtyři nové písně (č. 2 až 5 z první strany LP), to se nakonec nestalo.

## Seznam skladeb

### Strana jedna
Autorem je dvojice Lennon–McCartney, kromě výjimek.
1. „Yellow Submarine“ – 2:38 (zpěv Ringo Starr)
  - Původně singl z r. 1966, také vyšla na albu Revolver
2. „Only a Northern Song“ (Harrison) – 3:27
3. „All Together Now“ – 2:10 (zpěv McCartney)
4. „Hey Bulldog“ – 3:14 (zpěv Lennon)
5. „It's All Too Much“ (Harrison) – 6:28
6. „All You Need Is Love“ – 3:47 (zpěv Lennon, refrén všichni)
  - Původně singl z r. 1967, také na americkém vydání alba Magical Mystery Tour

### Strana 2

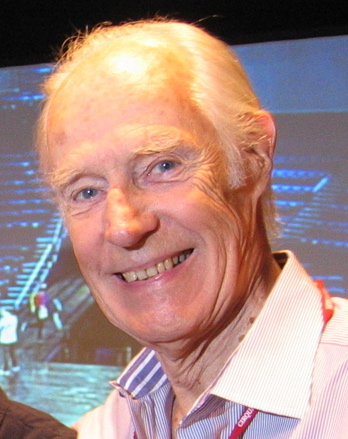
George Martin, autor skladeb na druhé straně alba

Vše složil George Martin, není-li řečeno jinak.
1. „Pepperland“ – 2:24
2. „Sea of Time“ – 3:00
3. „Sea of Holes“ – 2:21
4. „Sea of Monsters“ – 3:40
5. „March of the Meanies“ – 2:22
6. „Pepperland Laid Waste“ – 2:15
7. „Yellow Submarine in Pepperland“ (Lennon, McCartney, arr. George Martin) – 2:11